# Казино Ројал (филм из 2006)
Казино Ројал (енгл. Casino Royale) је шпијунски филм из 2006. године и двадесет први у серији Џејмс Бонд британског продуцента Eon Productions-а, као и трећа екранизација истоименог романа из 1953. Ијана Флеминга. Редитеља Мартина Кембела и сценариста Нила Первиса, Роберта Вејда и Пола Хагиса, први је филм у ком глуми Данијел Крејг као измишљени агент MI6-а, Џејмс Бонд, и продуцирао га је Eon Productions за Metro-Goldwyn-Mayer и Columbia Pictures, првим Eon-овим филмом Бонд који је копродуцирала продуцентска кућа Columbia. Након филма Умри други пут, Eon Productions је одлучио да направи рибут серијала, допуштајући им да покажу мање искусног и рањивијег Бонда.
Радња Казино Ројал се одиграва на почетку Бондове каријере као агента 007, док ради на добијању агенцијске дозволе за убијање. Филм прати Бонда на задатку да доведе до банкрота Ле Шифра, финансијера терориста, у покер-игри са високим улогом, у казину Ројал у Црној Гори. Бонд се заљубљује у Веспер Линд, запослену у ризници којој је додељен државни новац који му је потребан за игру. Филм започиње причу која се наставља у филму Зрно утехе из 2008. године.
Кастинг је укључивао широку потрагу за новим глумцем који ће наследити Пирса Броснана у улози Џејмса Бонда, а на крају је изабран Крејг, што је објављено у октобру 2005. године, изазивајући контроверзе. Филм је сниман у Чешкој, на Бахамима, у Италији и у Уједињеном Краљевству са ентеријерима постављеним у Барандов студију и Пајнвуд студију.
Премијера филма била је 14. новембра 2006. године у биоскопу „Одеон Лестер сквер”. У Србији је филм приказан 23. новембра 2006. године, у дистрибуцији компаније Tuck Vision. Филм је добио претежно позитивне критике критичара, који су хвалили Крејгово ново тумачење лика и разлику у односу на претходне филмове о Бонду. Казино Ројал је остварио приход од преко 606 милиона долара широм света, што га је учинило најуспешнијим филмом у франшизи, док га 2012. године по укупном оствареном приходу није престигао Скајфол.

## Радња
Оперативац MI6-а Џејмс Бонд бива унапређен у статус агента 00 убиством две мете: Драјдена, шефа издајничког одсека, у британској амбасади у Прагу, и Фишера, његовог контакта.
У Уганди, мистериозни г. Вајт упознаје Стивена Обана, високо позиционираног припадника Божје војске отпора, са Ле Шифром, албанским приватним банкаром за терористе. Обано поверава Ле Шифру велику суму новца за улагање; Ле Шифр касније купује продајне опције од произвођача ваздухоплова Skyfleet, кладећи се на неуспех предузећа, јер зна за будући терористички напад.
На Мадагаскару, Бонд јури Молаку, произвођача бомби, до амбасаде, убијајући га и минирајући зграду. У Лондону, шефица MI6, М, критикује Бонда због изазивања међународног инцидента и занемаривања њених наредби да се Молака ухвати жив. Трагови указују на корумпираног грчког званичника Алекса Димитриоса, кога Бонд проналази на Бахамима. Након што освоји његов астон мартин DB5 из 1964. године у покер-игри и заведе његову супругу, Соланж, Бонд прати Димитриоса у Мајами и убија га. Бонд потом спречава уништење прототипног авиона Skyfleet-а, што Ле Шифра кошта целокупне инвестиције, укупно 101.206.000 долара. Због Димитриосовог неуспеха да изведе напад, његова супруга Соланж бива мучена и убијена.
Како би надокнадио изгубљени новац својих клијената, Ле Шифр организује тексас холдем турнир са високим улогом у казину Ројал, у Црној Гори. MI6 шаље Бонда на турнир, верујући да ће пораз приморати Ле Шифра да затражи азил код британске владе у замену за информације о својим клијентима. Бонд бива упарен са Веспер Линд, агентом британског трезора који штити откуп од 10 милиона долара. Током вожње возом, процењују и упућују једно на друго проницљиво нагађање. У Црној Гори се сусрећу са својим контактом, Ренеом Матисом.
Бонд је у предности, јер је приметио Ле Шифров „тик”. Обано заседа Ле Шифра, али му допушта да настави да игра како би вратио новац. Обанов телохранитељ примећује Бонда и Веспер, али Бонд убија и њега и Обана. Након што утеши трауматизовану Веспер, Бонд остаје без свог улога, јер је Ле Шифр добио дојаву о свом тику. Веспер одбија да покрије додатних 5 милиона долара, али колега играч, Феликс Лајтер, агент Ције, даје Бонду довољно новца за наставак у замену за одвођење Ле Шифра у амерички притвор.
Валенка, Ле Шифрова љубавница, трује Бондов мартини напрстком. Узимајући противотров и дефибрилатор из свог астон мартина DBS V-12, Бонд се онесвешћује, али га Веспер спасава. Бонд се враћа у игру, која кулминира рундом од 115 милиона долара, које Бонд осваја. Очигледно обавештен од стране Матиса, Ле Шифр киднапује Веспер и искориштава је за хватање Бонда. Ле Шифр доводи заробљенике на напуштени брод и мучи Бонда да му открије број рачуна и лозинку за добитак, али Бонд одбија. Упада г. Вајт и убија Ле Шифра као казну за то што је изневерио поверење његове организације коцкајући се са њиховим новцем, спасавајући Бонда и Веспер.
Бонд се буди у болници MI6-а, а Матис бива ухапшен као издајник. Након преноса добитка, Бонд проводи време опорављајући се са Веспер поред себе и њих двоје се заљубљују једно у друго. Он даје отказ у MI6-у и они одлазе у Венецију. Када М открије да новац никада није положен, Бонд схвата да га је Веспер издала. Бонд је прати до места предаје новца, где је наоружани нападач зароби чим га примете. Бонд пуца у уређаје за плутање грађевине, због чега темељ тоне у Велики канал. Бонд убија наоружане људе, али Веспер је заточена у лифту који се спушта у воду. Видевши да Бонд жели да је спасе, закључава врата, указујући да би требало да спасе самог себе. Бонд не успева да ослободи Веспер и она се утапа. Г. Вајт бежи с новцем.
М обавештава Бонда да је организација која стоји иза Ле Шифра запретила да ће убити Веспериног љубавника ако она не постане двоструки агент. Када се Бонд хладно одрекне Веспер као издајице, говорећи да је „кучка” мртва, М закључује да се вероватно касније договорила са Вајтом, мењајући новац за Бондов живот. Бонд се враћа у службу. Схвативши да му је Веспер оставила телефон да му помогне, проверава контакте и лоцира г. Вајта на имању на језеру Комо. Пуцајући му у ногу, 007 се представља: „Зовем се Бонд. Џејмс Бонд.”

## Улоге
| Глумац            | Улога            |
| ----------------- | ---------------- |
| Данијел Крејг     | Џејмс Бонд       |
| Ева Грен          | Веспер Линд      |
| Мадс Микелсен     | Ле Шифр          |
| Ђанкарло Ђанини   | Рене Матис       |
| Јеспер Кристенсен | г. Вајт          |
| Џуди Денч         | М                |
| Тобајас Мензиз    | Вилерс           |
| Исак де Банколе   | Стивен Обано     |
| Симон Абкаријан   | Алекс Димитриос  |
| Ивана Миличевић   | Валенка          |
| Катерина Мурино   | Соланж Димитриос |
| Себастијен Фукан  | Молака           |
| Џефри Рајт        | Феликс Лајтер    |
| Лазар Ристовски   | Каминовски       |

У филму је учествовао британски предузетник Ричард Бренсон (виђен током пројекције коју је организовала TSA на међународном аеродрому у Мајамију). Његово кратко појављивање је исечено у монтажи. Бразилска манекенка Алесандра Амброзио се накратко појављује као тенисерка.

## Продукција

### Развој
Казино Ројал је снимљен као телевизијска епизода из 1954. године са Беријем Нелсоном у улози Џејмса Бонда и Питером Лором у улоуи антагонисте Ле Шифра. Такође је снимљен истоимени неканонски сатирични филм из 1967. године, са Дејвидом Нивеном, Питером Селерсом и Вудијем Аленом у главним улогама. Eon Productions је стекао права на филм Казино Ројал 1999. године након што их је Sony Pictures заменио за права компаније Metro-Goldwyn-Mayer (MGM) за Спајдермена. У марту 2004. године, Нил Первис и Роберт Вејд су почели да пишу сценарио, имајући у виду Пирса Броснана као Бонда, са циљем да врате дух изворних романа о Бонду Ијана Флеминга. У једној раној верзији, Бонд је путовао са ранцем по Мадагаскару и играо шах са лордом Луканом. Како су се нацрти приближавали финализацији, почетна сцена у којој Бонд добија своју лиценцу 00 првобитно је требало да се састоји од адаптације кратких прича The Hildebrand Rarity или 007 in New York. Уместо бомбардовања авиона Скајфлита, требало је да се изврши отмица крузера у Кејптауну.
Редитељ Квентин Тарантино је изразио заинтересованост да режира адаптацију филма Казино Ројал, али представници компаније Eon Production нису били заинтересовани. Тврди да је радио иза кулиса са породицом Флеминг и веровао да је то разлог зашто су филмски ствараоци коначно наставили са радом на филму Казино Ројал. Тарантино је такође рекао да би радњу филма сместио у 1960-те и да би га снимио само са Пирсом Броснаном у улози Бонда.
У фебруару 2005. године, Мартин Кембел, који је претходно режирао Златно око (1995), најављен је као редитељ филма. Кембел је сматрао да је Первисов и Вејдов нацрт сценарија потребно пoново написати и предложио је ангажовање Пола Хагиса чији је главни допринос био преписивање кулминације филма.
Хагис је објаснио: „Верзија која је постојала била је веома верна књизи и постојало је признање, тако да је у оригиналном нацрту лик признао и убио се. Затим је послала Бонда да јури зликовце; Бонд је јурио зликовце у кућу. Не знам зашто, али мислио сам да Веспер мора бити у кући која тоне и да Бонд мора желети да је убије, а затим покуша да је спасе.“ Хагис је такође рекао да су желели „да ураде за Бонда оно што је Бетмен почиње урадио за Бетмена.“ Броколи и Вилсон су сматрали да је Умри други дан садржао превише елемената фантазије, сматрајући да би следећи филм требало да буде реалистичнији. Касније исте године, Sony је предводио конзорцијум који је купио MGM, омогућавајући Sony да добије права на дистрибуцију почев од филма. Броколи је такође сматрала да се таква неозбиљност не чини прикладном након напада 11. септембра.
Компанија Eon је сматрала да се превише ослањало на компјутерски генерисане ефекте слика у новијим филмовима, посебно у Умри други дан и желели су да изведу каскадерске вратоломије у филму Казино Ројал „на старомодан начин“. У складу са тежњом да филм буде реалистичнији, сценаристи Первис, Вејд и Хагис желели су да сценарио што је могуће више прати изворни роман из 1953. године, задржавајући мрачнији тон Флемингове приче и карактеризације Бонда.

### Кастинг
Пирс Броснан је испунио свој првобитни уговор за четири филма из франшизе завршно са остварењем Умри други дан (2002), а продуценти су га позвали да поново глуми у петом филму и  био је у преговорима да глуми у филму Казино Ројал. (Сценаристи Нил Первис и Роберт Вејд потврдили су да је њихов сценарио за Казино Ројал написан имајући Броснана на уму.) Броснан је описао како је сазнао да је изгубио улогу. Изјавио је да радио на другом филму на Бахамима када га је агент обавестио да су преговори са продуцентима Барбаром Броколи и Мајклом Г. Вилсоном пропали. Продуценти нису били сасвим сигурни шта желе да ураде и контактирали су Броснана следеће недеље. Током њиховог телефонског разговора, Броснан је питао да ли још увек има улогу. Броколи је почела да плаче и одговорио: „Много нам је жао“, док је Вилсон остао при сторичком ставу и рекао: „Био си одличан Џејмс Бонд“. Каснији извештаји су наводили да је Бронсанов захтев за високим хонораром био разлог због којег је изгубио улогу.

Продуцент Мајкл Г. Вилсон је тврдио да се разматрало преко 200 имена за Броснанову замену. Хјуу Џекману и Кристијану Бејлу је понуђена улога, али су је обојица одбили да глуме Џејмса Бонда. Џекман је желео да се фокусира на друге пројекте, а Бејл није био заинтересован да глуми у франшизи коју је сматрао „веома британском“. Хрватски глумац Горан Вишњић је био на аудицији за улогу истог дана када и Крејг, али наводно није успео да савлада енглески акценат. Новозеланђанин Карл Урбан је био разматран, али није могао да се појави на пробном снимању због другог снимања. Према речима Мартина Кембела, Хенри Кавил је био једини други глумац који је озбиљно конкурисао за улогу и имао је „изванредну“ аудицију, али пошто је био стар 22 године, продуцентси су сматрали да је премлад. (Кавил ће касније рећи да га је Кембел одбио јер је мислио да је ван форме.) Аустралијски глумац Сем Вортингтон и шкотски глумац Дугреј Скот су такође били разматрани. Шкотски глумац Сем Хјуан, велшки глумац Метју Рис и немачко-ирски глумац Мајкл Фасбендер такође су били на кастингу. Фасбендер је предложио Данијела Крејга за улогу. Шкотски глумац Дејвид Тенант је наводно био разматран, иако сам Тенант није знао да је на ужем избору све до неколико година касније. Кембел и директорке кастинга Џенет Хиршенсон и Џејн Џенкинс присетили су се састанка са Алексом О'Локлином, Џулијаном Макманом, Јуаном Мекгрегором, Рупертом Френдом и Ентонијем Старом како би разговарали о улози. Клајву Овену су више пута предлагали улогу, али је он одбио јер није знао како да обликује лик. Продуценти су се такође састали са Ралфом Фајнсом и предложили му да глуми Бонда али је он одбио јер није желео да се обавеже на франшизу. Директорка кастинга Деби Меквилијамс сматрала је да глумцима који су желели да тумаче улогу Бонда а који су били у двадесетим годинама недостаје харизма и зрелост.
У мају 2005. године, британски глумац Данијел Крејг је изјавио да су га MGM, Вилсон и Броколи уверили да ће добити улогу. Метју Вон је новинарима рекао да му је MGM понудио прилику да режира нови филм, али да у том тренутку Eon Productions није контактирао ни Крејга ни Вона. Годину дана раније, Крејг је одбио идеју да глуми, јер је сматрао да је серјал постао предвидив и да изгледа као да је рађен по шаблону или формули; тек када је прочитао сценарио, постао је заинтересован. Крејг је прочитао све Флемингове романе како би се припремио за улогу и навео је агенте Мосада и британске тајне службе који су служили као саветници на сету филма Минхен као инспиративне јер је „Бонд управо изашао из службе и он је убица. [...] Можете то видети у њиховим очима, одмах знате: Ох, он је убица. Постоји поглед. Ови типови уђу собу и веома суптилно проверавају параметре тражећи излаз. То је оно што сам желео.“
Четрнаестог октобра 2005. године, Eon Productions, Sony Pictures Entertainment и MGM су на конференцији за новинаре у Лондону објавили да ће Крејг бити шести глумац који ће тумачити лик Џејмса Бонда. Током паузе током доснимавања за филм Инвазија, Крејг у пословном оделу, прилично рашчупане косе, се укрцао на брод краљевских маринаца са HMS Belfast пре него што је отпутовао на ХМС Пресидент, где је представљен светској штампи као наредни глумац Џејмс Бонда. Након одлуке уследиле су контроверзе, а неки критичари и фанови изразили су сумњу да су продуценти направили прави избор. Током целог периода продукције, интернет кампање попут „danielcraigisnotbond.com“ изражавале су незадовољство дела публике и претили су бојкотом филма у знак протеста. Крејга, за разлику од претходних глумаца, демонстранти нису сматрали погодним јер не одговара опису високог, тамнопутог, згодног и харизматичног Џејмса Бонда на какав су ли гледаоци били навикли. Daily Mirror је објавио вест на насловној страни у којој је критиковао Крејга. Наслов на енглеском језику је садржао игру речи и указивао је на његову безличност: The Name's Bland – James Bland. Крејгу је такође затражено да офарба косу у смеђе за потребе улогу, али је он то одбио, рекавши да „не долази у обзир“; уместо тога је предложио да се ошиша на кратко ради постизања „бруталнијег изгледа“.
Следећи важан кастинг био је за главну Бонд девојку, Веспер Линд.
Маквилијамс је признао да су холивудске глумице Анђелина Џоли и Шарлиз Терон „озбиљно разматране“ за улогу. Белгијска глумица Сесил де Франс је такође била на аудицији, али њен енглески акценат „није био на нивоу“. Француска глумица Одри Тоту је такође била разматрана, али није изабрана због њене улоге у филму Да Винчијев код, још једном филму студија Columbia Pictures објављеном маја 2006. године. Рејчел Макадамс је одбила улогу у филму како би се фокусирала на подизање ородице. Оливија Вајлд и француска глумица Ева Грен биле су две финалисткиње за oву улогу. Шеснаестог фебруара 2006. године, објављено је да је улога поверена Еви Грен.
Глумица Цаи Чин је играла камео улогу Мадам Ву. Раније је глумила Линг у Само двапут се живи.

### Снимање
Главница снимања филма Казино Ројал почела је 3. јануара 2006. и завршена је 20. јула 2006. Филм је првенствено снимљен у студију Барандов у Прагу, са додатним снимањима на локацијама на Бахамима, у Италији и Уједињеном Краљевству. Снимање је завршено у студију Пајнвуд. Мајкл Г. Вилсон је изјавио да ће се Казино Ројал снимати или одвијати у Прагу и Јужној Африци. Међутим, Eon Productions је наишао на проблеме у обезбеђивању локација за снимање филмова у Јужној Африци. Након што друге локације нису биле доступне, продуценти су морали да преиспитају где ће се реализовати снимање. У септембру 2005. године, Мартин Кембел и директор фотографије Фил Мехе су извиђали Рајско острво на Бахамима као могућу локацију за снимање филма. Шестог октобра 2005. године, Мартин Кембел је потврдио да ће Казино Ројал снимати на Бахамима и „можда у Италији“. Поред опсежног снимања на локацијама, студијски рад, укључујући кореографију и вежбе координације каскадера, изведен је у студијима Барандов у Прагу и у студијима Пајнвуд, где је за филм коришћено неколико студија, падок акваријум и студио 007. Даље снимање у Уједињеном Краљевству било је реализовано на аеродрому Дансфолд у Сарију, крикет павиљон на колеџу Итон (иако је та сцена исечена из завршне верзије филма) и полигон за тестирање возила Милбрук у Бедфордширу.
После снимања у Прагу, екипа се преселила на Бахаме. Неколико локација око Њу Провиденса коришћено је за снимање током фебруара и марта, посебно на Рајском острву. Снимци смештени у Мбалеу, у Уганди, снимљени су у Блек Парку, парку у Бакингемширу, 4. јула 2006. године. Додатне сцене су се одвијале у Олбани Хаусу, имању у власништву голфера Ернија Елса и Тајгера Вудса. Екипа се вратила у Чешку Републику у априлу и тамо наставила снимање у Прагу, Плани и Локету, пре него што је завршила снимање у Карловим Варима у мају. Локације у Карловим Варима су употребљене да играју екстеријере  Казино Ројал, док је Грандхотел Пуп био „Хотел Сплендид“ у филму.
Главна локација у Италији била Венеција, где се одвија већи део завршетка филма. Сцена са Бондом на једрилици, снимљена је на 16 метара дугој јахти Спирит. Изградила ју је компанија Spirit Yachts у Сафоку, у Енглеској и морала је бити скинута са јарбола како би прошла испод венецијанских мостова и стигла до места снимања. Из тог разлога, SV Spirit „је био први једрењак који је пловио Великим каналом у Венецији у последњих 300 година“.
Остале сцене у другој половини филма снимљене су крајем маја и почетком јуна у Вили дел Балбијанело на обали језера Комо. Даље снимање филма на отвореном одвијало се на објектима као што је Вила Ла Гаета, близу града Менађо на обали језера.
Реконструкција изложбе „Body Worlds“ коришћена је за једну сцену у филму. На изложби су представљени различити делови препарираног људског дела, сачувани засебном техником патентираном са краја седамдесетих година ХХ века. Међу експонатима из изложбе који су присутни у сцени били су Трио који игра покер (који је кључно важан у једној сцени) и Пропећи се коњ и јахач. Организатор и промотер изложбе, немачки анатом Гинтер фон Хагенс, такође се појављује у филму глумећи себи.

### Ефекти
Приликом дизајнирања одјавне шпице филма, графички дизајнер Данијел Клајнман био је инспирисан насловницом првог британског издања филма Казино Ројал из 1953. године, на којој је био оригинални дизајн Ијана Флеминга са картом за играње оивиченом са осам црвених срца из којих капље крв. Клајнман је рекао: „Срца не представљају само карте већ и недаће Бонда у љубави. Зато сам то узео као инспирацију да користим графику карата на различите начине у шпици“, попут палице која представља облак дима из оружја, и пресечених артерија које избацују хиљаде сићушних срца. Приликом креирања сенки за секвенцу шпице филма, Клајнман је дигитализовао снимак Крејга и каскадера филма помоћу система за визуелне ефекте Inferno у Framestore CFC у Лондону; силуете глумаца су уклопљене у више од 20 дигитално анимираних сцена које приказују сложене шаре карата. Клајнман је одлучио да не користи женске силуете које се често виђају у насловним сценама филмова о Бонду. Сматрао је да жене нису биле одговарајуће за дух филма ни за причу која следи након што се Бонд заљубљује.
До краја филма, супервизор специјалних и других ефеката Крис Корбулд одлучио је да ефекти имају реалистичнији стил и смањио је ниво употребе дигиталних ефеката. Према Корбулу, „CGI је одличан алат и може бити веома користан, али ћу се борити свим силама да урадим нешто стварно. То је најбољи начин“. Три сцене у филму које укључују првенствено физичке ефекте биле су: потера на градилишту на Мадагаскару, сцена потере на аеродрому у Мајамију и потонуће куће у Венецији, са сетовима на Канал Граде и у студију Пајнвуд.
Прве сцене на градилиште на Мадагаскару, снимљене су на Бахамима на месту напуштеног хотела са којим се Мајкл Г. Вилсон упознао 1977. године током снимања филма Шпијун који ме је волео. У сцени, Бонд вози багер према згради, удара у бетонски постоље по којем трчи Молака. Каскадерски тим је направио модел и предложио неколико начина на које би багер могао да извади бетон, укључујући и рушење стуба који се налази испод. Део бетонског зида је уклоњен како би багер могао да прође и ојачан челиком.
Секвенца на међународном аеродрому у Мајамију делимично је снимљена на аеродрому Дансфолд у Сарију, који је познат по британској аутомобилској емисији Top Gear, са неким кандровима снимљеним на аеродрома у Прагу и Мајамију. Приликом снимања сцене у којој потисак мотора авиона у покрету диже полицијски аутомобил високо у ваздух, редитељ друге екипе и сниматељ Александар Вит, уз помоћ првог асистента редитеља друге екипе Терија Мадена и надзорника за специјалне ефекте Ијана Лоуа, користио је кран са јаким оловним каблом причвршћеним за задњи браник возила да би га померио нагоре и уназад у тренутку потпуног извлачења из авиона.
Авион Скајфлит С570 употребљен у филму био је бивши авион Британских ервејза 747-200B G-BDXJ, коме су уклоњени мотори и који је модификован за потребе филма. На модификованом авиону спољни мотори су замењени спољним резервоарима за гориво, док су унутрашњи мотори замењени макетним паром мотора на сваком унутрашњем пилону. Профил кокпита је измењен како би 747 изгледао као прототип напредног путничког авиона.
Потонуће старе куће у Венецији обухватало је употребу највеће платформе за пловила икада направљеном за филм из франшизе, у резервоару је изграђена венецијански трг и унутрашњости напуштене куће у изградњи. Конструкција тежине око 90 тона, укључивала је електронику са хидрауличним вентилима које је рачунар прецизно контролисао због динамичког кретања унутар система са две осе. Исти рачунарски систем је такође контролисао спољашњу макету, који је тим за ефекте направио у размери једна трећина, да би снимио како се зграда на крају урушава у венецијански канал. Платформа унутар конструкције могла је да се потопи у воду дубине до 5,8 метара и користила је низове компресора за строго контролисано кретање.
У време снимања, Астон Мартин је још увек био у завршној фази дизајнирања аутомобила ознаке DBS. Астон Мартин је за филм испоручио два функционална аутомобила „хероја“. Поред ова два аутомобила, Астон Мартин је морао да припреми и ојача три претходна развојна модела DB9 како би послужили као каскадерске верзије које изгледају као DBS, за сцену са саобраћајним удесом. Такође је испоручен и један бели прототип DB9 са ручним мењачем како би каскадери имали на чему да вежбају. Због ниског центра гравитације возила, на коловозу полигона Милбрук морала је да буде постављена рампа висине 45 центиметара, а каскадер Адам Кирли, који је извео овај подухват, морао је да употреби ваздушни топ смештен иза возачевог седишта како би у тачном тренутку судара изазвао превртање аутомобила. При брзини већој од 113 km/h, аутомобил се окренуо седам пута током снимања, а 5. новембра 2006. године тај подихват је званично потврдила Гинисова књига рекорда као нови светски рекорд.

### Музика
Саундтрек за филм Казино Ројал, који је објавила издавачка кућа Sony Classical Records 14. новембра 2006. године, садржао је музику коју је компоновао искусни композитор Дејвид Арнолд. Он је претходно компоновао за три филма из франшизе о агенту 007. Николас Дод је оркестрирао и дириговао музику. Продуценти Мајкл Г. Вилсон и Барбара Броколи су 26. јула 2006. објавили да је Крис Корнел компоновао и да ће извести насловну песму „You Know My Name“. Главне ноте песме се чују током трајања читавог филма, уместо старе песме која је обележила раније филмове из франшизе, како би представиле Бондову младост и неискуство. Традиционална композиција која је до тада представљала филмове о Џејмсу Бонду, се у потпуности репродукује само током одјавне шпице како би означила врхунац развоја лика.

### Пласирање производа
У оквиру пријављеног уговора вредног 14 милиона евра између продукције и произвођача аутомобила Форд, Фордов модел Мондео из 2007. године појавио се у филму, којим је управљао Бонд. И Sony и Sony Ericsson су такође склопили уговоре, што је за резултат имало упадљиво појављивање њихових производа током филма, укључујући Blu-ray плејер, Ваио лаптоп, Сајбер-шот камеру, дигитални музички плејер Вокмен NW-HD5 и мобилни телефон Sony Ericsson K800i.

## Приказивање
Казино Ројал је премијерно приказан истовремено у биоскопима: Одеон Лестер сквер, Одеон Вест Енд и Емпајер, у Лондону, 14. новембра 2006. године. Премијера филма је обележила 60. годишњицу Краљевског филмског наступа и донирана је у корист Фонда за добротворну помоћ кинематографији и телевизији (CTBF), главног добротворног догађаја на којем се прикупљају средства за подршку филмским и телевизијским радницима. Покровитељ ове манифестације је била краљица Елизабета II. Краљица је присуствовала премијери са принцом Филипом, војводом од Единбурга. Скупа са глумцима и екипом, присуствовале су и бројне познате личности и 5.000 гостију који су платили улазницу, а половина прихода је ишла у корист CTBF-а.
Само два дана након премијере, нелиценциране копије појавиле су се у продаји у Лондону. „Брза појава овог филма на улицама показује софистицираност и организованост пиратерије е у Великој Британији“, рекао је Кирон Шарп из Федерације против крађе ауторских права. Копије ДВД-а које су кршиле ауторска права продавале су се за мање од 1,57 фунти. Крејгу је понуђен такав ДВД док је анонимно шетао улицама Пекинга носећи шешир и наочаре како не би био препознат.
У јануару 2007. године, Казино Ројал је постао први филм о Џејмсу Бонду приказан у биоскопима континенталне Кине. Кинеска верзија је измењена пре приказивња, са референцом на Хладни рат која је промењена и додат је нови дијалог током покер сцене који објашњава процес играња Тексас холдема, пошто је игра мање позната у Кини. Казино Ројал је зарадио приближно 11,7 милиона долара у Кини, од првобитног приказивања 30. јануара у 468 биоскопа, укључујући рекордну зараду током викенда отварања за филм који није кинеска продукција, са приходованих 1,5 милиона долара.
Након што су критичари филм Die Another Day шаљиво назвали Buy Another Day, због око 20 уговора о пласману производа, Eon је ограничио бројност прикривеног оглашавања за Casino Royale . Пословни партнери продукције били су: Ford, Heineken (за који је Ева Грен глумила у рекламама), Smirnoff, Omega SA, Virgin Atlantic и Sony Ericsson.

### Други медији
Казино Ројал је истовремено објављен на DVD-у, UMD-у и Blu-ray-у, 16. марта 2007.. Дистрибуцију је вришила компанија Sony Pictures Home Entertainment. У Уједињеном Краљевству је филм Казино Ројал објављен 16. марта 2007. на DVD-у и Blu-ray-у. Издања на DVD-у и Blu-ray дисковима оборила су рекорде продаје: издање на Blu-ray дисковима за регион 1 постало је најпродаванији наслов у HD-у до сада, продавши више од 100.000 примерака од објављивања. DVD издање за регион 2 достигло је рекорд најбрже продаваног филма већ у првој недељи објављивања. DVD издање се у УК и даље добро продаје. Копија Blu-ray диск издања игре Casino Royale је подељена првим 500.000 власника PAL PlayStation 3 конзоле, који су се пријавили на PlayStation Network. DVD је објављен са два диска; сваки диск је садржао филм са различитог формата, односа ширивине и висине кадра. Оба диска укључују званични музички спот за филм, три документарца који детаљно описују како је Данијел Крејг изабран за улогу Бонда, ток снимања, и проширену верзију документарца Bond Girls Are Forever који укључује интервјуе са чланицама глумачке екипе филма Казино Ројал.
Издање филма Казино Ројал на 3 диска, на DVD-у, објављено је у Уједињеном Краљевству 31. октобра 2008. године, што се поклопило са биоскопским премијерама наставка филма Зрно утехе (наредне недеље у Сједињеним Америчким Државама). Поред садржаја из издања филма из 2007. године, колекционарско издање садржи аудио коментар, избрисане сцене, кратке филмове и поређење сториборда са самим филмом. Крајем 2008. године објављена је и двострука Blu-ray верзија, која је садржала додатне материјале, побољшану интерактивност путем BD-Live-а, а 5.1 PCM звучни запис претходне верзије замењен је сличним 5.1 Dolby TrueHD звучним записом.
Казино Ројал је објављен трећи пут на Blu-ray-у 2012. године са DTS звуком и обрисаним сценама, али је имао мање специјалних додаци него издање из 2008. године. Објављен је на 4K UHD Blu-ray-у 25. фебруара 2020.

### Скраћивања и цензура
Казино Ројал је цензурисан приликом објављивања у УК, САД, Немачкој и Кини.
У Британији је, избацивањем сцене које приказују Ле Шифровог садизам и реакција Џејмса Бонда у сцени мучења, филм је добио жељену оцену BBFC 12A. У Сједињеним Америчким Државама, две сцене борби су цензурисане како би се придобила ознака PG-13: борба између Бонда и контакта издајничког агента Фишера, као и борба између Бонда и Обана на степеницама казина Ројал.
У немачкој верзији филма скраћује сцену у којој бомбардер на аеродрому ломи човеку врат, уместо тога се приказује други кадар. Верзија филма за континентални Кину такође скраћује сцену мучења и тучу на степеницама, као и снимак Бонда како чисти рану у хотелу и сцену на броду.

## Рецепција

### Зарада
По објављивању у Уједињеном Краљевству, Казино Ројал је оборио рекорде франшизе и на дан отварања је приходовао 1,7 милиона фунти и на викенд отварања 13.370.969 фунти. По крају приказивања на благајнама, филм је зарадио 55,4 милиона фунти, чиме је постао најуспешнији филм године у Уједињеном Краљевству, а од 2011. године и десети филм са највећом зарадом свих времена у земљи.
На дан премијере у САД, Казино Ројал је био на врху листе филмова по заради, са 14,7 милиона долара. Током викенда, филм је зарадио укупно 40,8 милиона долара, чиме је заузео тесно друго место на листи филмова по оствареној заради, иза Плес малог пингвина. Међутим, Казино Ројал се приказивао у 370 биоскопа мање и имао је бољи просек (11.890 долара по биоскопу, у односу на 10.918 долара за филм Плес малог пингвина). До краја приказивања у Северној Америци филм је зарадио 167,4 милиона долара, поставши филм са највећом зарадом у читавој франшизи, пре него што га је овај рекорд надмашио филм Зрно утехе, са 168,4 милиона долара.
Осамнаестог новембра 2006. године, Казино Ројал је почео приказивање на првом месту у 27 земаља, са бруто зарадом од 43,4 милиона долара на тржиштима ван Велике Британије, Ирске, САД и Канаде, током првог викенда приказивања. Филм је задржао прво место на светским благајнама четири недеље. Филм је зарадио 167,4 милиона долара у Сједињеним Америчким Државама и Канади и 438,6 милиона долара на другим територијама, што је укупно 606 милиона долара широм света. Био је четврти филм са највећом зарадом 2006. године. Казино Ројал је био најуспешнији део франшизе о Џејмсу Бонду све док га Скајфол није надмашио у новембру 2012. Након накнадних поновних издања, зарадио је преко 616 милиона долара.

### Осврт критике
На веб-сајту Rotten Tomatoes, филм је добио оцену од 94% на основу 266 рецензија, са просечном оценом од 7,9/10. Критички консензус сајта гласи: Казино Ројал одбацује глупе делове и справице које су оптерећивале скорашње филмове о Џејмс Бонду, а Данијел Крејг доноси оно што су љубитељи и критичари чекали: катарзичну, прогањајућу, интензивну реинвенцију 007.“ На Metacritic-у, филм има просечну оцену 80 од 100 на основу 46 критика, што указује на „генерално повољне“ критике. Публика коју је анкетирао CinemaScore дала је филму просечну оцену „A−“ на скали од A+ до F.
Крејгова глума и кредибилитет су посебно похваљени. Током продукције, Крејг је био тема дебате у медијима и јавности јер се чинило да није личио изворном портрету лика који је Ијан Флеминг представио као високог, тамнопутог и углађеног.
The Daily Telegraph је упоредио ниво Крејгове карактеризације Бонда са претходном улогом Шона Конеријеа и похвалили су сценарио за који су навели да је паметно написан, напомињући како се филм удаљио од конвенција франшизе. The Times је упоредио Крејгово тумачење лика са Тимотијем Далтоном и похвалио акцију као „оштру“, док је други рецензент посебно истакао акциону секвенцу са ждраловима на Мадагаскару. Критичари  BBC Films Пол Арент, Ким Њуман испред Empire и Тод Макарти који пише за Variety описали су Крејга као првог глумца који је заиста отелотворио Џејмса Бонда из изворног романа, кога је играо Ијан Флеминг: ироничног, бруталног и хладног. Арент је прокоментарисала: „Крејг је први глумац који је заиста верно пренео и представио кључну особину која дефинише 007: он је права свиња“.
Филм је слично једнако добро прихваћен и у Северној Америци. MSNBC је дао филму највишу могућу оцену, 5 звездица. Филм је описан као филм који враћа Џејмса Бонда „изворном Бонду“, слично филму Из Русије с љубављу, где је фокус био на главном лику и заплету, а не на високотехнолошким справама и визуелним ефектима, који су били жестоко критиковани у филму Умри други дан. Entertainment Weekly је прогласио филм петим најбољим у серијалу, а Веспер Линд су изабрали за четврту најбољу Бондову девојку у франшизи. Поједини колумнисти и критичари били су довољно импресионирани Крејговом глумом да су га држали за кандидата за номинацију за Оскара.
Роџер Иберт је дао филму оцену четири од четири звездице и написао да је „Крејг одличан Бонд“. ... који даје утисак тешког човека, рањеног животом и својим послом, који ипак мари за људе и шта је испранво а шта није“, додао је да филм „има одговоре на све моје жалбе на 45 година стару франшизу о Џејмсу Бонду“, посебно „зашто нико у филму о Бонду никада не изгледа као да има праве емоције“. Џошуа Роткопф је у тексту објављено у Time Out New York назвао Крејга „најбољим Бондом у историји франшизе“, наводећи глумчев „оштар, мрски, маметовски говор“. ... Ово је зезнути Бонд, Бонд одметник, бунтовник, свађалица и, у запањујуће мрачном коду филма, љубавник отвореног срца."
Критичарка Sunday Herald Вики Алан је приметила како је у овом филму сам Бонд, а не његове љубавнице, сексуално објективизован: Тренутак када израња из мора подсећа на сцену када се појављује Урзулу Андрес у филму Доктор Но. Дакле, иако се филм удаљио од прошлих критика да су Бондове девојке сексуални објекти, „некада непобедиви Џејмс Бонд постаје само још један комад на пијаци меса.“ Ово мишљење дели и Џејмс Чепмен са Универзитета Лестер, аутор књиге Дозвола за узбуђење (ен. Licence to Thrill), који такође напомиње да лик Бонда у тумачењу Крејга „још увек није довршен“; сматрао је да је његово тумачење Бонда блиско опису извирног лика у Флеминговим романима јер је „без хумора“, али је са друге стрне лик ипак другачији јер „Флемингов Бонд није уживао у убијању; Крејгов Бонд као да готово ужива у томе“. Ендру Сарис из часописа The New York Observer написао је да је овај филм о Бонду „први који бих озбиљно размотрио да ставим на своју годишњу листу 10 најбољих. Штавише, сматрам да је Данијел Крејг најефикаснији и најпривлачнији од шест глумаца који су играли 007, укључујући чак и Шона Конерија.“
Роџер Мур је написао: „Данијел Крејг ме је толико импресионирао својим дебитанским наступом у филму, Казино Ројал, увођењем сирове, нерафиниране оштрину у лик да сам помислио да ће Шон [Конери] можда морати да се повуче. Крејгова интерпретација није била нимало слична онима које смо раније видели; његов Џејмс Бонд је својим радом стицао заслуге и правио грешке. Било је интригантно видети како га М критикује, баш као што би неваљалог школарца критиковао директор школе. Сценарио га је приказао као рањивог, проблематичног и несавршеног лика. Сасвим супротно од мог Бонда! Крејг је био, и јесте, у великој мери Бонд кога је Ијан Флеминг описао у књигама – немилосрдна машина за убијање. То је био Бонд каквог је јавност желела.“ Мур се такође нашалио да његове похвале „нису биле олако упућене“, јер је морао лично да купи ДВД издање филма. Рејмонд Бенсон, аутор девет романа о Бонду, описао је Казино Ројал као „савршен Бонд филм“.
Филм је задобио помешане реакције других критичара. Џон Бајфус, критичар часописа The Commercial Appeal је рекао: „Ко жели да види како Бонд учи лекцију о егу, као да је Грег Брејди (лик из серије The Brady Bunch) у својој Џони Бравио фази?“ Ентони Лејн је у тексту за The New Yorker критиковао несавршенији и самосвеснији приказ лика, рекавши: „Чак и Џејмс Бонд, другим речима, жели да буде 007.“
Амерички радио-водитељ Мајкл Медвед дао је филму три од четири звездице. Описао је филм као „интригантан, смео и веома оригиналан“. ... уверљивији и мање налик цртаном од претходних екстраваганци 007"; даље је коментарисао да ће „понекад спор темпо фрустрирати неке Бонд залуђенике". Критичари попут Емануела Левија сложили су се, сматрајући да је крај предугачак и да терористичким зликовцима у филму недостаје дубина, иако је похвалио Крејга и дао филму укупну оцену B+. Други критичари су имали негативне коментаре, укључујући Тима Адамса из часописа The Observer; он је сматрао да је филм испао непријатно у покушају да учини франашизу мрачнијом.
У децембру 2006. године, читаоци часописа Film 2006 прогласили су филм Casino Royale најбољим филмом године. Током 2009. британска компанија за производњу сладоледа Del Monte Superfruit Smoothies на тржиште је пласирала сладолед на штапићу чији облик подсећа на горњи део торза Бонда, што је референца на сцену у којој Бонд излази из мора. Часопис Entertainment Weekly је 2008. прогласио Казино Ројал 19. најбољим филмом у последњих 25 година.

## Награде и похвале
На додели награда Британске академије за филмску и телевизијску уметност 2006. године, филм Казино Ројал је освојио филмску награду за најбољи звук (Крис Манро, Еди Џозеф, Мајк Прествуд Смит, Мартин Кантвел, Марк Тејлор) и награду БАФТА за будућу звезду, коју је освојила Ева Грен. Филм је номинован за осам награда БАФТА, укључујући Награду „Александар Корда“ за најбољи британски филм године; најбољи сценарио (Нил Первис, Роберт Вејд, Пол Хагис); Награду „Ентони Асквит“ за најбољу филмску музику ( Дејвид Арнолд); најбољу фотографију (Фил Мехе); најбољу монтажу (Стјуарт Берд); најбољу сценографију (Питер Ламонт, Сајмон Вејкфилд); најбоље остварење у специјалним визуелним ефектима (Стив Бег, Крис Корбулд, Џон Пол Дочерти, Дич Дој); и најбољег глумца (Данијел Крејг). Ово је учинило Крејга првим глумцем који је био номинован за награду БАФТА за улогу Џејмса Бонда. Такође је добио Награду „Evening Standard British Film Award“ за најбољег глумца.
Казино Ројал је освојио награду за изузетност у сценографију, коју додељује Удружење сценогрфа, а песма „You Know My Name“ певача Криса Корнела освојила је награду Међународне новинарске академије (ен. International Press Academy Satellite Award) Сателит за најбољу оригиналну песму. Филм је номинован за пет награда Сатурн — за најбољи акциони/авантуристички/трилер филм, најбољег глумца (Данијел Крејг), најбољу споредну глумицу (Ева Грен), најбољи сценарио (Первис, Вејд и Хагис) и најбољу музику (Дејвид Арнолд). Приликом доделе награда Награде Златни парадајз 2006. године Казино Ројал је проглашен филмом године намењеном за широко тржиште. Казино Ројал је такође био номинован, и освојио је, многе друге међународне награде за сценарио, монтажу, визуелне ефекте и сценографију. На додели награда Сатурн 2007. године, филм је проглашен за најбољи акциони/авантуристички/трилер филм 2006. године. Неколико чланова екипе је такође добило награде Taurus World Stunt за 2007. годину, укључујући Гарија Пауела, за најбољу координацију каскадера, као и Бена Кука, Каја Мартина, Марвина Стјуарта-Кембела и Адама Кирлија за најбољи рад на високом нивоу.
| Награда                              | Категорија                                  | Номиновани                                                                           | Резултат   |
| ------------------------------------ | ------------------------------------------- | ------------------------------------------------------------------------------------ | ---------- |
| Награде Америчких филмских монтажера | Најбоље монтирани играни филм – драма       | Стјуарт Берд                                                                         | Номинација |
| Награде Удружења сценографа          | Изузетност у сценографији за савремени филм | Питер Ламонт                                                                         | Освојено   |
| БАФТА                                | Најбољи глумац у главној улози              | Данијел Крејг                                                                        | Номинација |
| БАФТА                                | Најбољи адаптирани сценарио                 | Нил Первис, Роберт Вејд и Пол Хегис                                                  | Номинација |
| БАФТА                                | Најбоља фотографија                         | Фил Ме                                                                               | Номинација |
| БАФТА                                | Најбоља монтажа                             | Стјуарт Берд                                                                         | Номинација |
| БАФТА                                | Најбоља оригинална музика                   | Дејвид Арнолд                                                                        | Номинација |
| БАФТА                                | Најбоља сценографија                        | Питер Ламонт, Ли Сендалс и Сајмон Вејкфилд                                           | Номинација |
| БАФТА                                | Најбољи звук                                | Крис Манро, Еди Џозеф, Мајк Прествуд Смит, Мартин Кентвел и Марк Тејлор              | Освојено   |
| БАФТА                                | Најбољи специјални визуелни ефекти          | Стив Бег, Крис Корбоулд, Џон Пол Дочерти и Дич Дој                                   | Номинација |
| БАФТА                                | Изузетан британски филм                     | Мајкл Џ. Вилсон, Барбара Броколи, Мартин Кембел, Нил Первис, Роберт Вејд и Пол Хегис | Номинација |
| Награде Удружења костимографа        | Изузетност у савременом филму               | Линди Хеминг                                                                         | Номинација |
| Награда Сателит                      | Најбоља оригинална песма                    | You Know My name (Крис Корнел, Дејвид Арнолд)                                        | Освојено   |
| Награда Сатурн                       | Најбољи акциони или авантуристички филм     | Casino Royale                                                                        | Освојено   |
| Награда Сатурн                       | Најбољи глумац                              | Данијел Крејг                                                                        | Номинација |
| Награда Сатурн                       | Најбоља глумица у споредној улози           | Ева Грен                                                                             | Номинација |
| Награда Сатурн                       | Најбоље писање                              | Нил Первис, Роберт Вејд и Пол Хегис                                                  | Номинација |
| Награда Сатурн                       | Најбоља музика                              | Дејвид Арнолд                                                                        | Номинација |
| Награде Удружења за визуелне ефекте  | Изузетни специјални ефекти у играном филму  | Крис Корбоулд, Питер Нотли, Јан Лоу, Рој Квин                                        | Освојено   |